# Michele di Russia
Michail Fëdorovič Romanov, detto Michele di Russia (in russo Михаи́л Фёдорович Рома́нов?; Mosca, 22 luglio 1596 – Mosca, 23 luglio 1645) è stato zar di Russia dal 1613 al 1645.
La salita al potere di Michele di Russia (talvolta indicato come Michele III) conclude il convulso "Periodo dei torbidi" della storia russa e inaugura il regno della dinastia Romanov.

## Biografia
Michail Romanov era figlio del boiaro Fëdor Nikitic Romanov, diventato monaco per ingiunzione di Boris Godunov e conosciuto con il nome di Filarete, e di Ksenija Ivanovna Šestova. Dopo che Mosca fu liberata dai polacchi nel 1612, il 7 febbraio 1613 l'assemblea dei boiari (Zemskij Sobor) elesse Michele Romanov nuovo zar, primo Romanov a capo del Regno russo. In questo modo si pone fine al periodo storico detto età dei Torbidi, iniziato nel 1598 con la morte di Fëdor I, ultimo erede della dinastia Rjurikide. Venne così ripristinata la legalità del titolo di zar e ristabilito un potere centrale forte.
Il principale motivo che portò alla scelta del nuovo zar, che al momento dell'elezione non aveva ancora diciassette anni, fu il fatto di essere figlio del patriarca della Chiesa ortodossa russa, Filarete Romanov, che dal 1619, appena rientrato in patria dopo essere stato per nove anni ostaggio del re di Polonia, divenne di fatto il vero governante della Russia, dirigendo la politica del figlio e occupandosi personalmente dell'amministrazione dello Stato fino al 1633, anno in cui Filarete morì.
In politica estera premeva innanzi tutto conseguire la pace con i nemici confinanti. Venne così siglata nel 1617 la pace di Stolbovo con l'Impero svedese e in seguito, nel 1618 e nel 1634, anche la tregua e la pace con la Confederazione polacco-lituana. Sotto il governo di Michail Romanov e del padre venne avviata la campagna di colonizzazione della Siberia.
In politica interna si registrò il tentativo di riordinare lo Stato, effettuando interventi (peraltro a tutto vantaggio della Corona) sul fisco e sulla struttura dell'esercito. Tali interventi produssero però l'effetto di aumentare la distanza sociale ed economica tra la corte e le classi artigiana e commerciante, oberate da imposte e schiacciate dalla concorrenza straniera; i contadini erano ridotti a una servitù sempre più pesante.
Dopo Michele di Russia il titolo di zar si trasmetterà per linea diretta maschile all'interno della famiglia Romanov fino al 1762, quando salirà al trono imperiale Pietro III, precedentemente duca di Holstein-Gottorp, chiamato alla carica dalla zarina Elisabetta.
Di salute perennemente cagionevole, morì il 13 luglio 1645 per una ascite.

## Matrimoni e figli
Nel 1624 Michele sposò in prime nozze Marija Vladimirovna Dolgorukova, che morì molto presto, presumibilmente per avvelenamento. Nel 1626 sposò in seconde nozze Evdokija Luk'janovna Strešnëva (1608 – 1645), che gli diede numerosi figli:
- Irina (22 aprile 1627 – 8 febbraio 1679), granduchessa di Russia;
- Pelagija (20 aprile 1628 – 25 gennaio 1629), granduchessa di Russia;
- Alessio (19 marzo 1629 – 29 gennaio 1676), futuro zar;
- Anna (14 luglio 1630 – 27 ottobre 1692), granduchessa di Russia;
- Marfa (14 agosto 1631 – 21 settembre 1633), granduchessa di Russia;
- Ivan (1º giugno 1633 – 10 gennaio 1639), granduca di Russia;
- Sofia (14 settembre 1634 – 23 aprile 1636), granduchessa di Russia;
- Tat'jana (5 gennaio 1636 – 23 agosto 1706), granduchessa di Russia;
- Evdosija (nata e subito deceduta il 10 febbraio 1637);
- Vasilij (nato e subito deceduto il 25 marzo 1639).

## Ascendenza
|                             |                        |                                    | Genitori |  |  | Nonni                             |  |  | Bisnonni                        |  |
|                             |                        |                                    |          |  |  | Nikita Romanovič Zachar'in-Jur'ev |  |  | Roman Jur'evič Zachar'in-Jur'ev |  |
|                             |                        |                                    |          |  |  | Nikita Romanovič Zachar'in-Jur'ev |  |  | Roman Jur'evič Zachar'in-Jur'ev |  |
|                             |                        | Uliana Ivanovna                    |          |  |  | Nikita Romanovič Zachar'in-Jur'ev |  |  |                                 |  |
| Patriarca Filarete di Mosca |                        |                                    |          |  |  | Nikita Romanovič Zachar'in-Jur'ev |  |  |                                 |  |
|                             |                        | Varvara Ivanovna Golovina-Khovrina | …        |  |  |                                   |  |  |                                 |  |
|                             |                        | Varvara Ivanovna Golovina-Khovrina | …        |  |  |                                   |  |  |                                 |  |
|                             |                        | Varvara Ivanovna Golovina-Khovrina | …        |  |  |                                   |  |  |                                 |  |
| Michele I di Russia         |                        | Varvara Ivanovna Golovina-Khovrina |          |  |  |                                   |  |  |                                 |  |
|                             | Ivan Vasil'evič Šestov | …                                  |          |  |  |                                   |  |  |                                 |  |
|                             | Ivan Vasil'evič Šestov | …                                  |          |  |  |                                   |  |  |                                 |  |
|                             | Ivan Vasil'evič Šestov | …                                  |          |  |  |                                   |  |  |                                 |  |
| Ksenija Ivanovna Šestova    | Ivan Vasil'evič Šestov |                                    |          |  |  |                                   |  |  |                                 |  |
|                             |                        | …                                  | …        |  |  |                                   |  |  |                                 |  |
|                             |                        | …                                  | …        |  |  |                                   |  |  |                                 |  |
|                             |                        | …                                  | …        |  |  |                                   |  |  |                                 |  |
|                             |                        | …                                  |          |  |  |                                   |  |  |                                 |  |